# Wasil ibn Ata

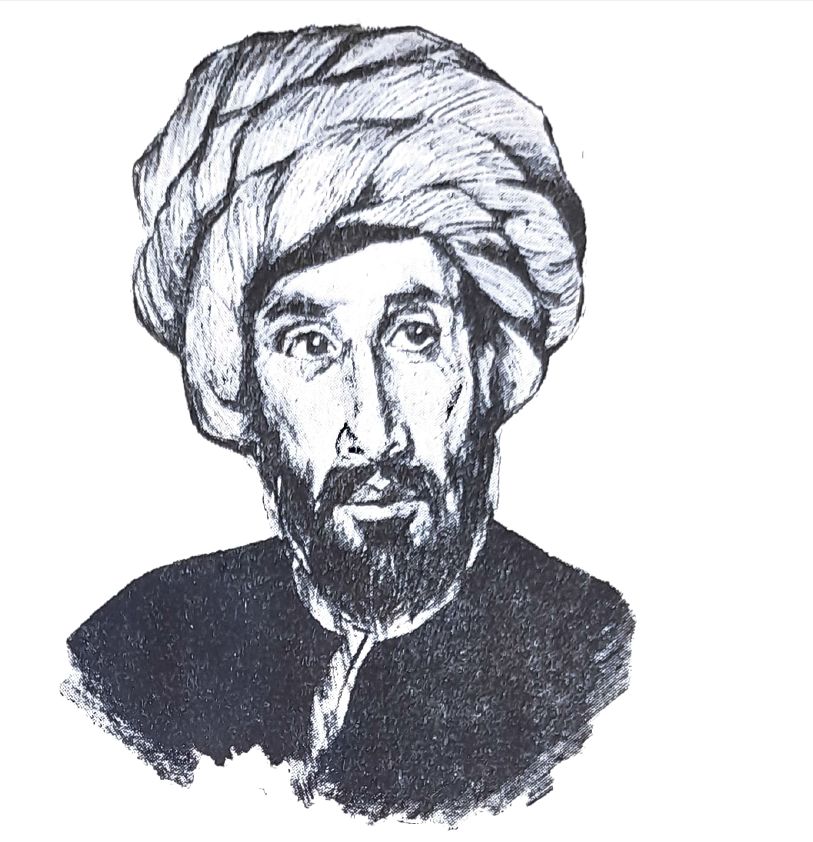
Boceto imaginario que representa a Wāṣil ibn ʿAtāʾ, fundador de la escuela muʿtazilita del Kalam.

Wasil ibn Ata (700–748) (en árabe: واصل بن عطاء‎) fue un teólogo musulmán, y por muchas fuentes, es considerado el fundador de la escuela Mutazilita de pensamiento islámico.
Se cree que nació por el año 700 en la península arábiga, inicialmente fue discípulo de  Abd-Allah ibn Muhammad ibn al-Hanafiyyah, hijo del famosísimo cuarto califa Ali ibn Abi Talib.  Poco después viajó a Basora en Irak para continuar sus estudios, esta vez bajo la tutela de Hasan al-Basri (uno de los Tabi‘in).  En Basora empezó a desarrollar la ideología que daría lugar a la escuela Mutazilita.  
Contrajo matrimonio con la hermana de Amr ibn Ubayd.
Wasil ibn Ata murió en el 748 en la península arábiga.